# Yaguate (ort)
Yaguate är en ort i Dominikanska republiken.   Den ligger i provinsen San Cristóbal, i den sydöstra delen av landet, 27 km sydväst om huvudstaden Santo Domingo. Yaguate ligger 52 meter över havet och antalet invånare är 5 610.
Terrängen runt Yaguate är platt åt sydost, men åt nordväst är den kuperad.  Närmaste större samhälle är San Cristóbal, 12,4 km nordost om Yaguate. Omgivningarna runt Yaguate är en mosaik av jordbruksmark och naturlig växtlighet.